# ITTF Pro Tour 2011
Navigation
ITTF Pro Tour 2010 ITTF World Tour 2012
L'ITTF Pro Tour 2011 est une série de tournois professionnels de tennis de table (masculins et féminins) organisé par l'ITTF. La saison se tient du 28 janvier 2011 au 13 décembre 2011. '.
Le Pro Tour 2011 compte 16 tournois, appelés aussi Open, qui comptent pour la qualification pour la Grande Finale.

## Répartition des points de classement
Les points de classement varient selon la catégorie de tournois.
|                    | Super Series (6×) | Super Series (6×) | Super Series (6×) | Major Series (4×) | Major Series (4×) | Major Series (4×) | Challenge Series (10×) | Challenge Series (10×) | Challenge Series (10×) |
| Simple             | Double            | U-21              | Simple            | Double            | U-21              | Simple            | Double                 | U-21                   |                        |
| Vainqueur          | 300               | 300               | 300               | 200               | 200               | 200               | 100                    | 100                    | 100                    |
| Finaliste          | 150               | 150               | 150               | 100               | 100               | 100               | 50                     | 50                     | 50                     |
| Demi-finaliste     | 75                | 75                | 75                | 50                | 50                | 50                | 25                     | 25                     | 25                     |
| Quart de finale    | 38                | 38                | 38                | 25                | 25                | 25                | 13                     | 13                     | 13                     |
| Huitième de finale | 19                | 19                | 19                | 13                | 13                | 13                | 6                      | 6                      | 6                      |
| 16eme de finale    | 9                 | –                 | 9                 | 6                 | –                 | 6                 | 3                      | –                      | 3                      |
| 32eme de finale    | 5                 | –                 | 5                 | 3                 | –                 | 3                 | 2                      | –                      | 2                      |

## Tournois
- Pro Tour
- Grand Finals

| N° | Lieu                                | Date          | Vainqueurs Messieurs | Vainqueurs Messieurs          | Vainqueurs Messieurs | Vainqueurs Dames | Vainqueurs Dames              | Vainqueurs Dames | Dotation    |
| N° | Lieu                                | Date          | Simple               | Double                        | U-21                 | Simple           | Double                        | U-21             | Dotation    |
| -- | ----------------------------------- | ------------- | -------------------- | ----------------------------- | -------------------- | ---------------- | ----------------------------- | ---------------- | ----------- |
| 1  | Open de Slovénie, Velenje           | 18.1.–22.1.   | Xu Xin               | Wang Hao Zhang Jike           | Kim Min-seok         | Wu Yang          | Guo Yue Li Xiaoxia            | Lee Ho Ching     |             |
| 2  | Open d'Angleterre, Sheffield        | 26.1.–30.1.   | Chen Qi              | Zhang Jike Xu Xin             | Hyundeok Seo         | Ding Ning        | Guo Yue Guo Yan               | Kasumi Ishikawa  |             |
| 3  | Open du Qatar, Doha                 | 9.2.–13.2.    | Xu Xin               | Xu Xin Wang Liqin             | Alexander Shibaev    | Liu Shiwen       | Guo Yue Li Xiaoxia            | Kang Mi-soon     |             |
| 4  | Open des Émirats arabes unis, Dubai | 15.2.–19.2.   | Wang Hao             | Ma Lin Zhang Jike             | Kim Min-seok         | Ding Ning        | Guo Yue Li Xiaoxia            | Yang Ha-eun      |             |
| 5  | Open d'Allemagne, Dortmund          | 23.2.–27.2.   | Zhang Jike           | Hao Shuai Zhang Jike          | Koki Niwa            | Guo Yan          | Guo Yue Li Xiaoxia            | Yang Ha-eun      |             |
| 6  | Open de Pologne, Varsovie           | 16.3.–20.3.   | Lee Sang-su          | Mattias Falck Robert Svensson | Seo Hyun-deok        | Wu Yang          | Guo Yue Li Xiaoxia            | Lee Ho Ching     |             |
| 7  | Open d'Espagne, Almería             | 6.4.–10.4.    | Oh Sang-eun          | Lee Jung-woo Oh Sang-eun      | Seo Hyun-deok        | Sayaka Hirano    | Jiang Huajun Tie Yana         | Kasumi Ishikawa  |             |
| 8  | Open du Brésil, Rio de Janeiro      | 9.6.–12.6.    | Dimitrij Ovtcharov   | Bastian Steger Lars Hielscher | Feng Chen            | Wang Yuegu       | Li Jiawei Wang Yuegu          | Yihan Zhou       |             |
| 9  | Open de Chine, Shenzen              | 15.6.–19.6.   | Ma Lin               | Wang Hao Ma Long              | Hyundeok Seo         | Wen Jia          | Guo Yue Liu Shiwen            | Yang Ha-eun      |             |
| 10 | Open de Corée du Sud, Incheon       | 29.6.–3.6.    | Dimitrij Ovtcharov   | Jin Yixiong Song Hongyuan     | Koki Niwa            | Feng Tianwei     | Hiroko Fujii Misako Wakamiya  | Yang Ha-eun      |             |
| 11 | Open du Japon, Kobe                 | 7.7.–10.7.    | Seiya Kishikawa      | Wu Jiaji Lin Gaoyuan          | Jung Young-sik       | Feng Tianwei     | Hiroko Fujii Misako Wakamiya  | Kasumi Ishikawa  |             |
| 12 | Open du Maroc, Rabat                | 14.7.-17.7.   | Vladimir Samsonov    | Jesus Cantero Marc Duran      | Jérémy Petiot        | Jeon Ji-hee      | Sun Beibei Yu Meng Yu         | Jeon Ji-hee      |             |
| 13 | Open du Chili, Santiago             | 10.8.–14.8.   | Chuang Chih-yuan     | Javier Cillis Liu Song        | Soumyajit Ghosh      | Kasumi Ishikawa  | Kasumi Ishikawa Sayaka Hirano | Misaki Morizono  |             |
| 14 | Open de Chine, Suzhou               | 24.8.–28.8.   | Ma Long              | Ma Lin Zhang Jike             | Chen Chien-an        | Guo Yan          | Guo Yue Guo Yan               | Chen I-ching     |             |
| 15 | Open d'Autriche, Schwechat          | 21.9.–25.9.   | Ma Long              | Wang Hao Ma Long              | Chen Chien-an        | Ding Ning        | Ding Ning Li Xiaoxia          | Yang Ha-eun      |             |
| 16 | Open de Suède, Stockholm            | 19.10.–23.10. | Ma Long              | Yan An Wang Liqin             | Ricardo Walther      | Guo Yan          | Guo Yue Guo Yan               | Kasumi Ishikawa  |             |
| 17 | Grande finale, Londres              | 6.12.–9.12    | Ma Long              | Ma Lin Zhang Jike             | Kim Min-seok         | Liu Shiwen       | Guo Yue Li Xiaoxia            | Kasumi Ishikawa  | $ 1.004.000 |

## Grande finale
La Grande Finale du Pro Tour ITTF 2012 a eu lieu du 24 au 27 novembre 2011  à Londres, Angleterre.
| Event                           | Or                 | Argent                      | Bronze                        |
| ------------------------------- | ------------------ | --------------------------- | ----------------------------- |
| Simples messieurs               | Ma Long            | Zhang Jike                  | Wang Hao                      |
| Simples messieurs               | Ma Long            | Zhang Jike                  | Gao Ning                      |
| Simples dames                   | Liu Shiwen         | Ding Ning                   | Li Xiaoxia                    |
| Simples dames                   | Liu Shiwen         | Ding Ning                   | Wang Yuegu                    |
| Doubles messieurs               | Ma Lin Zhang Jike  | Ma Long Wang Hao            | Robert Gardos Daniel Habesohn |
| Doubles messieurs               | Ma Lin Zhang Jike  | Ma Long Wang Hao            | Yang Zi Zhan Jian             |
| Doubles dames                   | Guo Yue Li Xiaoxia | Kasumi Ishikawa Ai Fukuhara | Li Jiawei Wang Yuegu          |
| Doubles dames                   | Guo Yue Li Xiaoxia | Kasumi Ishikawa Ai Fukuhara | Seok Ha-jung Yang Ha-eun      |
| Simples Garçons moins de 21 ans | Kim Min-seok       | Chen Feng                   | Lee Sang-su                   |
| Simples Garçons moins de 21 ans | Kim Min-seok       | Chen Feng                   | Chen Chien-An                 |
| Simples Filles moins de 21 ans  | Kasumi Ishikawa    | Jeon Ji-hee                 | Lee Ho Ching                  |
| Simples Filles moins de 21 ans  | Kasumi Ishikawa    | Jeon Ji-hee                 | Ng Wing Nam                   |